# 奧平頓 (英國國會選區)

選區在大倫敦的位置

奧平頓（英語：Orpington），英國國會一自治市選區，包括大倫敦東南部布羅姆利區南部的七個地方選區。
始設於1945年。本區除1960年代以外多數支持保守黨。在2010年大選中，倫敦市長鮑里斯·約翰遜的弟弟的約·約翰遜以59.7%選票首次勝出，繼承了約翰·霍拉姆的議席。